# New Horizons
New Horizons é uma missão não-tripulada da NASA para estudar o planeta-anão Plutão e o Cinturão de Kuiper. Ela foi a primeira espaçonave a sobrevoar Plutão, e a fotografar suas pequenas luas Caronte, Nix, Hidra, Cérbero e Estige em 14 de julho de 2015, após cerca de nove anos e meio de viagem interplanetária e ainda sobrevoou o objeto 486958 Arrokoth.
O principal objetivo desta missão é caracterizar globalmente a geologia e a morfologia de Plutão e suas luas, além de mapear suas superfícies. Também vai procurar estudar a atmosfera neutra de Plutão e sua velocidade de escape. Outros objetivos secundários incluem o estudo das variações da superfície e da atmosfera de Plutão e de Caronte ao longo do tempo. Serão obtidas imagens de alta-definição de determinadas áreas dos dois corpos celestes, para caracterizar a sua atmosfera superior, a ionosfera, as partículas energéticas do meio ambiente e a sua interação com o vento solar. Além disso, a sonda vai procurar pela existência de alguma atmosfera em torno de Caronte e caracterizar a ação das partículas energéticas entre Plutão e Caronte. Também irá procurar por satélites ainda não descobertos e por possíveis anéis que envolvam o planeta-anão e seu satélite, antes de ser direcionado para o Cinturão de Kuiper e de lá para o espaço interestelar.
Lançada em 19 de janeiro de 2006, diretamente numa trajetória de escape Terra-Sol com uma velocidade relativa de 16,26 km/s ou 58 536 km/h e usando uma combinação de foguete monopropulsor e assistência gravitacional, ela sobrevoou a órbita de Marte em 7 de abril de 2006, a de Júpiter em 28 de fevereiro de 2007, a de Saturno em 8 de junho de 2008 e a de Urano em 18 de março de 2011,  a caminho da órbita de Netuno, que cruzou em 25 de agosto de 2014, em sua jornada até Plutão.
Em dezembro de 2014, a nave encontrava-se a uma distância de 31,96 AU da Terra (4 781 148 000 km ou 4,26 horas-luz, o tempo que os sinais de rádio enviados da Terra demoram para chegar à espaçonave) e a 1,74 AU  (260 300 000 km) de Plutão, com a frente virada para a Constelação de Sagitário, após sair de seu estado final de "hibernação" eletrônica às 01h53 UTC de 7 de dezembro. Desde seu lançamento em 2006, a sonda passou 1873 dias hibernando no espaço, com a quase totalidade de seus equipamentos desligados, 2/3 do tempo total de sua jornada, divididos por 18 períodos diferentes de "hibernação" com duração variada  entre 36 e 202 dias contínuos. Este período de desligamento foi o último antes da chegada ao planeta-anão. As primeiras observações de Plutão, mesmo que ainda à distância, iniciaram-se em 15 de janeiro de 2015.
A sonda sobrevoou Plutão em 14 de julho de 2015, após nove anos e meio de viagem interplanetária, alcançando o seu ponto mais próximo da superfície do planeta, cerca de 12 500 km de distância, às 12h49min UTC, a uma velocidade de 45 000 km/h. Até janeiro de 2024, a New Horizons está a 57,97 AU (8,672 bilhões de km) do Sol viajando a 13,71 km/s (49,400 km/h).
Os cientistas esperam que ela se torne a quinta sonda interestelar já construída pelo Homem – após deixar o Sistema Solar em direção à heliosfera – e o segundo objeto artificial mais veloz da história de exploração espacial.

## Contexto
New Horizons é a primeira missão na categoria do Programa New Frontiers da NASA, maior e mais caro que o Programa Discovery mas menor que o Programa Flagship. O custo da missão, incluindo espaçonave, desenvolvimento dos equipamentos a bordo, lançamento, operação da missão, análise de dados, etc., é de aproximadamente US$ 700 milhões pelo período de quinze anos (2001–2016). Uma proposta anterior de uma missão a Plutão – Pluto Kuiper Express – foi cancelada em 2000 por razões orçamentárias. A sonda foi construída através de um consórcio formado entre o Southwest Research Institute e o Johns Hopkins Applied Physics Laboratory. O cientista coordenador da missão é S. Alan Stern da Southwest Research.
O controle geral, após a separação da sonda do foguete lançador, é feito pelo Centro de Operações de Missão do Applied Physics Laboratory da Universidade Johns Hopkins. Os instrumentos científicos são operados desde o Clyde Tombaugh Science Operations Center (T-SOC), em Boulder, Colorado. A navegação, que não é feita em tempo real, é realizada em várias instalações subcontratadas enquanto os dados de posição de navegação e quadros de referência celestes relacionados a ela são feitos pelo United States Naval Observatory Flagstaff Station através de seus quartéis-generais na NASA e na JPL. A empresa privada KinetX, no Arizona, comanda a equipe de navegação da New Horizons e é a responsável pelo planejamento de ajustes de trajetória à medida que a espaçonave viaja pelo Sistema Solar exterior.
A missão New Horizons foi inicialmente planejada como uma viagem ao único dos planetas que ainda não havia sido explorado. Quando a sonda foi lançada, Plutão ainda era classificado com uma planeta, porém poucos meses depois (agosto de 2006) foi reclassificado como planeta-anão pela União Astronômica Internacional (UAI). Alguns membros da equipe de missão, como o cientista-chefe Alan Stern, discordam da UAI e ainda consideram Plutão como o nono planeta. Os satélites Nix e Hidra também têm uma ligação com a espaçonave: as primeiras letras de seus nomes, "N" e "H", são as iniciais de New Horizons. Em 2005, quando estas pequenas luas foram descobertas, seus descobridores escolheram seus nomes por esta razão, além da relação mitológica de Nix e Hidra com o mitológico deus Plutão.
Além do sofisticado equipamento científico, uma série de artefatos culturais viajam a bordo da espaçonave. Aí se incluem uma relação de 434 738 nomes gravados num CD, moedas do estado da Flórida, uma bandeira dos Estados Unidos e um pequeno recipiente redondo com cinzas do descobridor de Plutão, Clyde Tombaugh, morto em 1997. Uma das cargas científicas a bordo – um contador de poeira cósmica – chama-se Venetia Burney, o nome da menina de onze anos que, em 1930, com a descoberta do planeta por Tombaugh, sugeriu que seu nome fosse Plutão, aceito pelo descobridor.

## A sonda

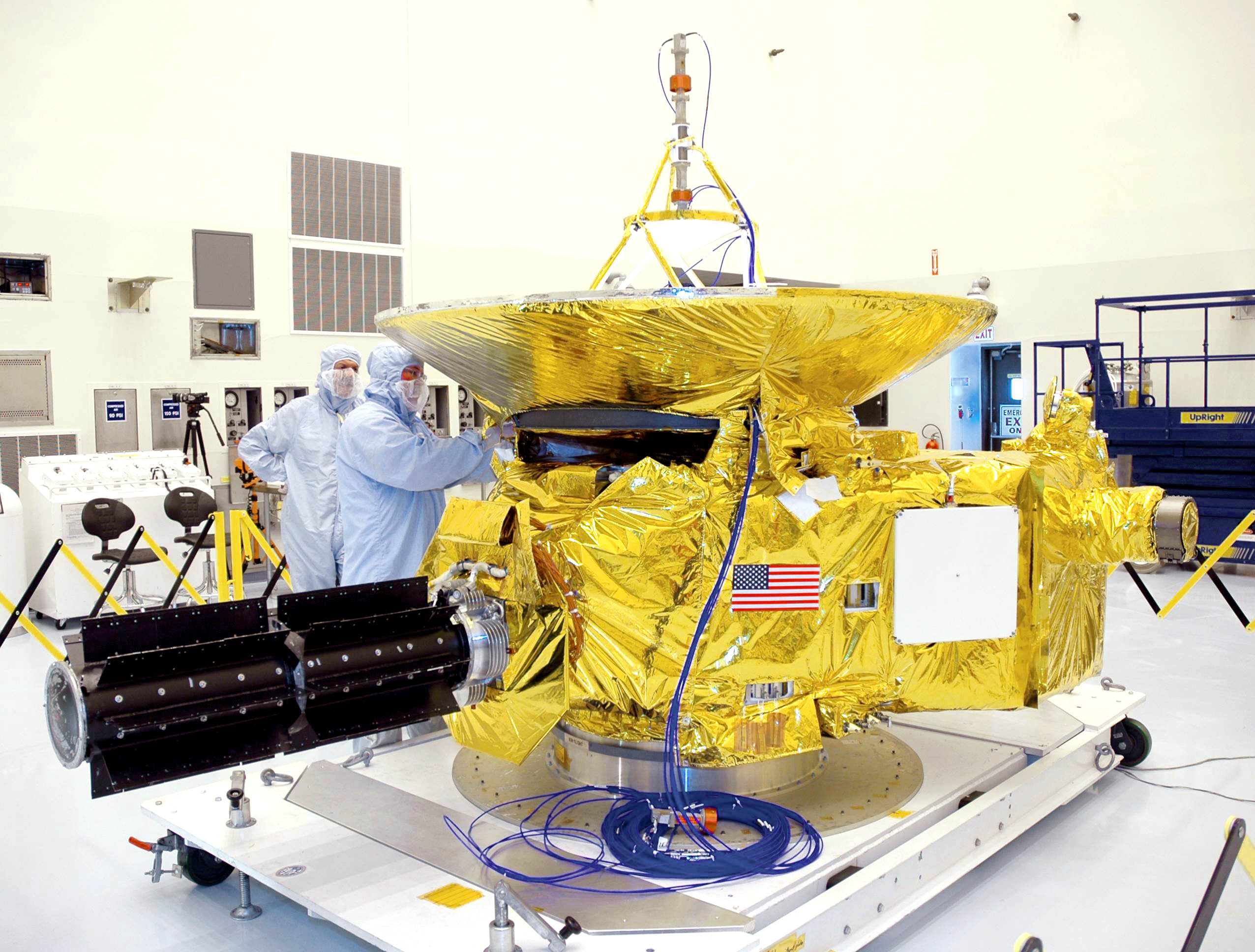
A sonda New Horizons, podendo ser visto o seu RTG.

A sonda espacial tem as dimensões e a aparência de um grande piano, e vem sendo comparada a um piano atrelado a uma enorme antena parabólica do tamanho de um balcão de bar. Como ponto de partida para o desenho da nave, a equipe responsável por sua criação escolheu a espaçonave Ulysses, que também carregava um gerador termoelétrico de radioisótopos e antena em forma de prato numa estrutura em forma de caixa por todo o Sistema Solar exterior.
O corpo da nave apresenta a forma de um largo triângulo medindo 0,68 x 2,11 x 2,74 metros de lado, com a estrutura cilíndrica do gerador termoelétrico de radioisótopos saindo de um de seus vértices, no plano do triângulo e uma antena parabólica de 2,5 metros de diâmetro apoiada em uma das faces do triângulo. Tem uma massa de 478 kg, incluindo 77 kg de hidrazina e 30 kg de instrumentos científicos.
Uma estrutura cilíndrica de alumínio situada no meio da sonda serve de base para as demais seções da sonda e ela é o tanque de propelente da sonda. Toda a estrutura é coberta por várias camadas de material térmico. As comunicações com a sonda deverão ser efetuadas na banda X da faixa de micro-ondas e em Plutão, a taxa de transferência de dados deverá ser de 1 a 2 KByte/s para se comunicar com as antenas de espaço profundo de 70 metros de diâmetro da NASA.
O gerador termoelétrico de radioisótopos deverá fornecer aproximadamente 200 W de energia quando do encontro da sonda com Plutão em 2015. No lançamento o gerador tinha uma capacidade de energia de 240 watts. Um tanque com monopropelente a hidrazina deverá fornecer combustível para os 16 empurradores distribuídos ao longo da sonda. Ela é estabilizada em seus três eixos além de poder girar em torno de si mesma de forma controlada. Câmeras voltadas para as estrelas estão montadas nas laterais da sonda, para auxiliá-la na navegação. A massa total dos instrumentos científicos da sonda é de 30 kg e eles necessitam de apenas 21 Watts de energia para fazer funcionar os seus sete instrumentos científicos.

## Instrumentos científicos

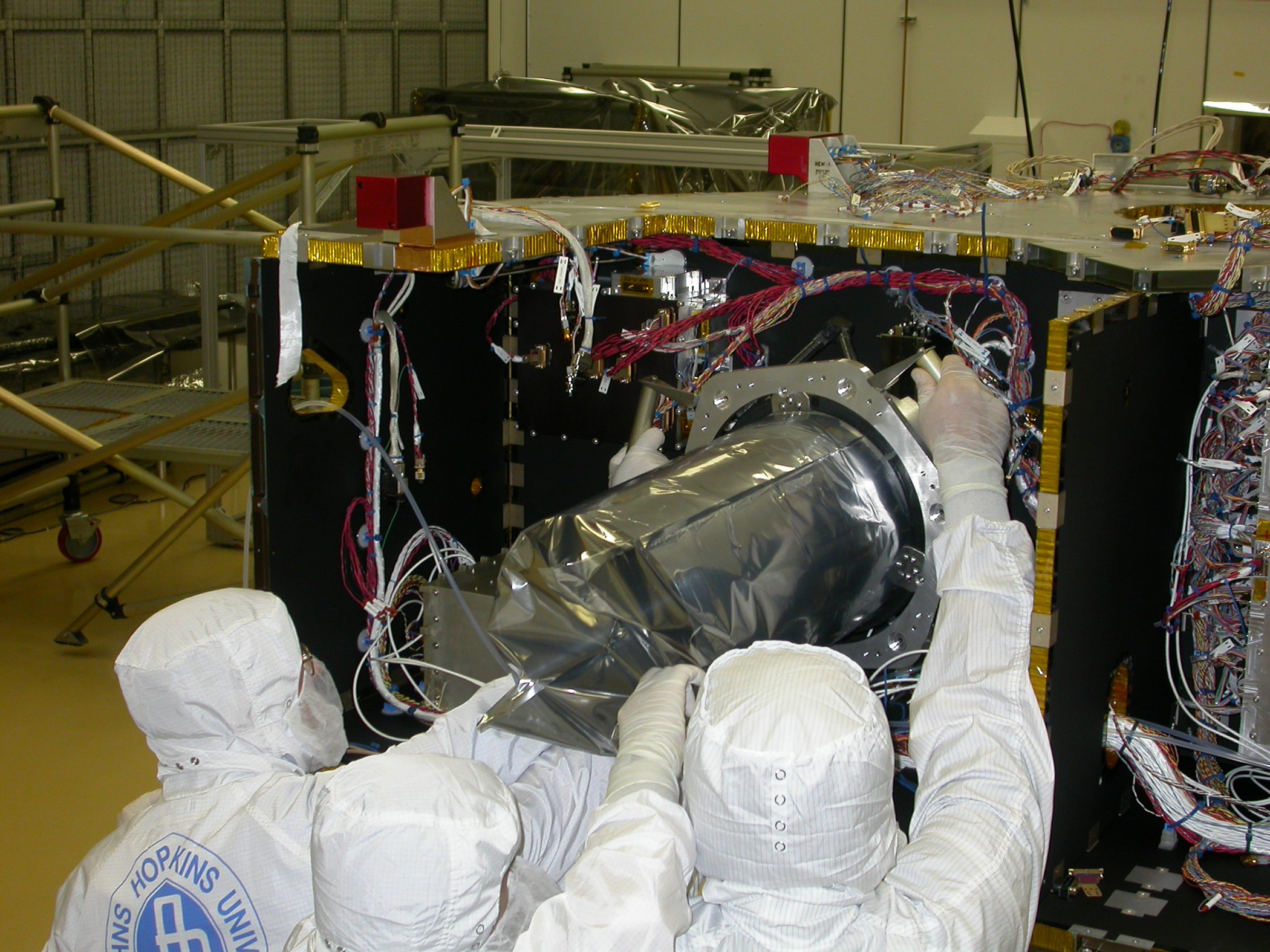
LORRI

- Long Range Reconnaisance Imager (LORRI) - Câmera de longa distância focal projetada para responsividade e resolução elevadas em comprimentos de onda visíveis. O instrumento é equipado com um sensor CCD monocromático de alta resolução (1024×1024) com abertura de 208,3 mm, capaz de uma resolução de 5 microrradianos (aproximadamente um segundo de arco). O CCD é mantido a uma temperatura bem abaixo de zero por um radiador passivo na face antissolar da sonda. Este diferencial de temperatura requer isolamento térmico e isolamento físico do resto da estrutura. Os espelhos Ritchey-Chrétien e a estrutura de medição são feitos de carbeto de silício para aumentar a rigidez, reduzir o peso, e evitar a deformação em temperaturas baixas. Os elementos ópticos ficam em um escudo de luz composto, com um suporte de titânio e fibra de vidro para isolamento térmico. A massa total é de 8,6 kg, com a montagem do tubo óptico pesando cerca de 5,6 kg,[19] um dos maiores telescópios de carbeto de silício já lançados ao espaço.

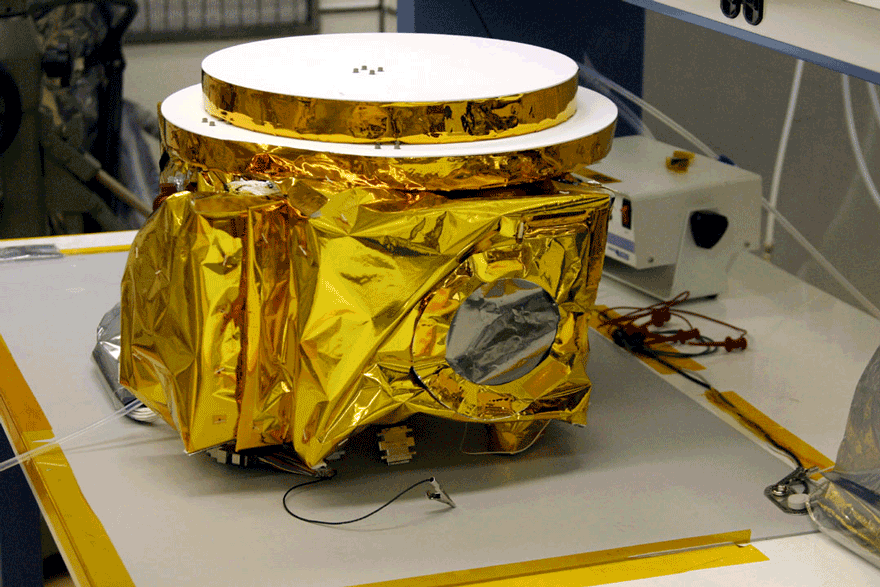
Ralph

- Ralph - O Ralph irá criar dois mapas cor das superfícies de Plutão e Caronte com uma resolução de até 250 m por pixel, bem como mapear a composição das superfícies dos dois corpos. O instrumento consiste em um telescópio de 6 cm de abertura, com estruturas que registram a luz em dois canais separados: a Câmara de Imagem Visível Multispectral (Multispectral Visible Imaging Camera - MVIC), que tem quatro CCDs para imagens coloridas com três CCDs para imagens pancromáticas (preto e branco), e a Matriz de Imagens Espectrais de Etalons Lineares (Linear Etalon Imaging Spectral Array - LEISA). A MVIC atua na faixa de 400-950 nm da luz visível e a LEISA no infravermelho em comprimentos de onda de 1,25 a 2,5 mícrons. A resolução da MVIC é de 20 microrradianos, e a da LEISA é de 62 microrradianos. O Ralph pesa 10,3 kg e utiliza 6,3 watts de potência média. O instrumento foi desenvolvido pela Ball Aerospace, o Goddard Space Flight Center da NASA e o Southwest Research Institute.

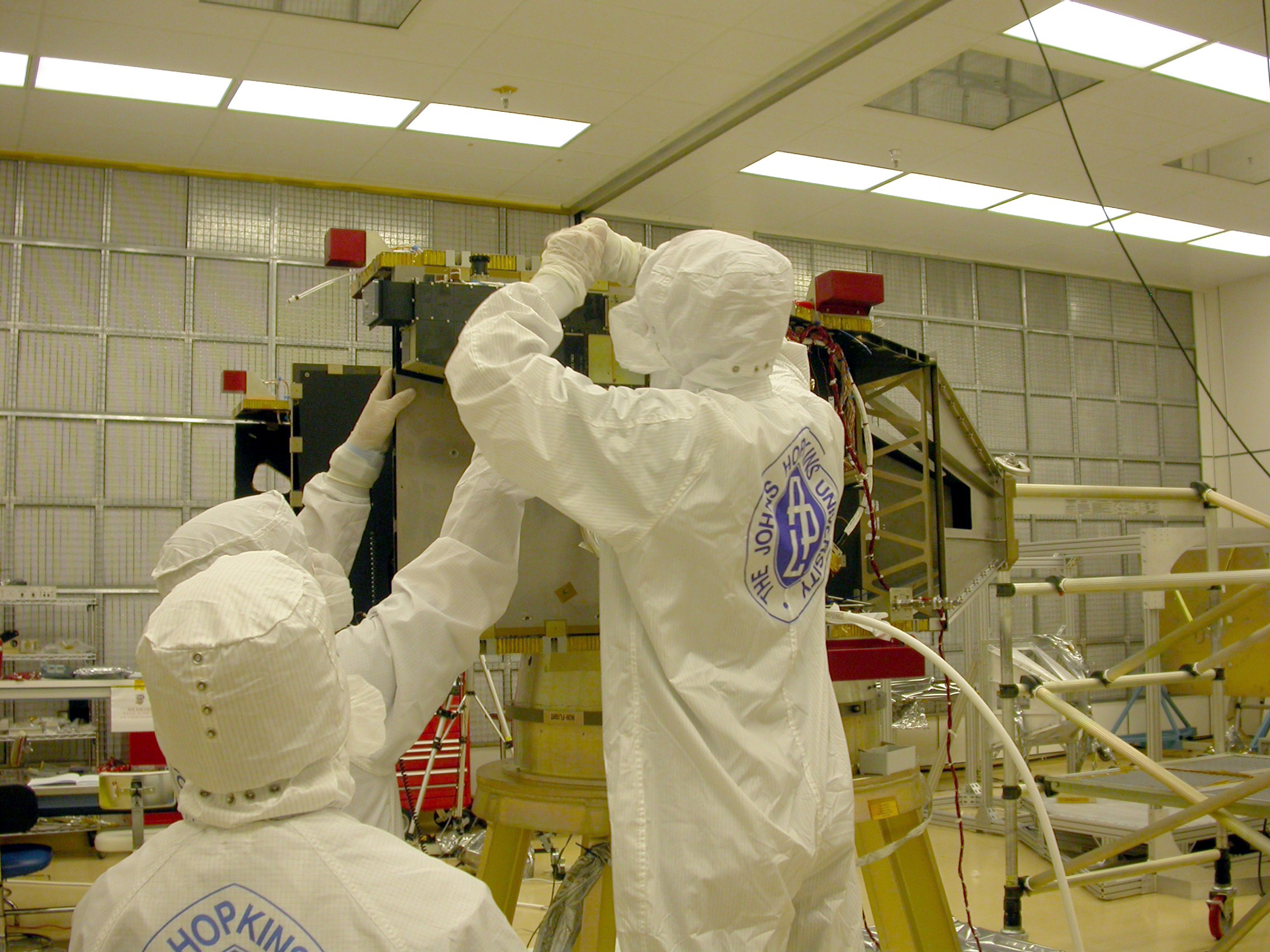
Alice

- Alice - Um espectrômetro de imagens ultravioleta para estudar a atmosfera de Plutão. Alice pode ser operado em dois modos: o modo "airglow" em que as emissões da atmosfera são medidas, e o modo "ocultação", que aponta o instrumento para o sol ou para outro astro luminoso através da atmosfera de Plutão e determinará a composição desta através da análise de como a luz do sol é absorvida. Alice trabalha na faixa de luz ultravioleta de 50 a 180 nm e consiste em um telescópio compacto, um espectrógrafo e um sensor que tem 32 áreas separadas ("pixels"), cada uma com 1 024 canais espectrais. Alice pesa 4,5 kg e requer uma média de 4,4 watts de potência. O instrumento é uma versão atualizada do instrumento Alice na sonda europeia Rosetta, que também veio dos EUA, e foi desenvolvido pelo Southwest Research Institute.[20]
- Pluto Energetic Particle Spectrometer Science Investigation (PEPSSI) - É um espectrômetro de íons e elétrons para procurar átomos neutros que escapam da atmosfera de Plutão e são eletricamente carregados pelo vento solar. No instrumento, íons com energia entre 1 e 5 000 keV e elétrons com energias de 20 a 700 keV são detectados, e a massa e energia de cada partícula são medidas. O PEPSSI pesa 1,5 kg e requer, em média, 2,5 watts de potência. O instrumento foi desenvolvido pelo Laboratório de Física Aplicada (Applied Physics Laboratory - APL) da Universidade Johns Hopkins.[21]

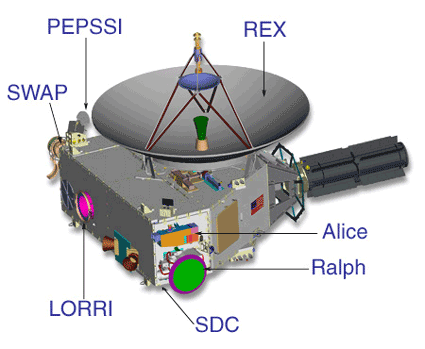
A localização dos instrumentos na sonda

- SWAP - Tem a finalidade de medir a interação de Plutão com o vento solar.[22]
- Radio Science Experiment (REX) - Consiste em um pequeno circuito integrado que contém um sofisticado sistema de processamento de sinais de rádio. A sonda dispõe de duas cópias do REX e pode utilizar ambas simultaneamente. A finalidade deste instrumento é a de medir a temperatura da atmosfera e a sua pressão, medir a densidade da ionosfera e procurar por atmosfera em Caronte.
- Venetia Burney Student Dust Counter (VBSDC) - Consiste em um medidor de poeira interestelar, construído por estudantes da Universidade do Colorado em Boulder, que opera todo o tempo da viagem fazendo a medição de poeira. Nomeado em homenagem à menina que deu nome ao planeta em 1930, um documentário de treze minutos sobre este aparelho ganhou o Prêmio Emmy de melhor desempenho escolar em 2006.[23]

## Lançamento
O lançamento da New Horizons estava agendado originalmente para 11 de janeiro de 2006, mas foi adiado até 17 de janeiro para que inspeções no tanque de querosene do foguete Atlas V fossem realizadas. Dificuldades como nuvens baixas na rota do foguete, ventos fortes e problemas técnicos sem relação com o próprio foguete atrasaram o lançamento por mais dois dias. A sonda finalmente decolou da Plataforma 41 da Estação da Força Aérea de Cabo Canaveral, Flórida (diretamente ao sul do complexo de lançamentos 39 para ônibus espaciais), às 19h00 UTC do dia 19 de janeiro de 2006.

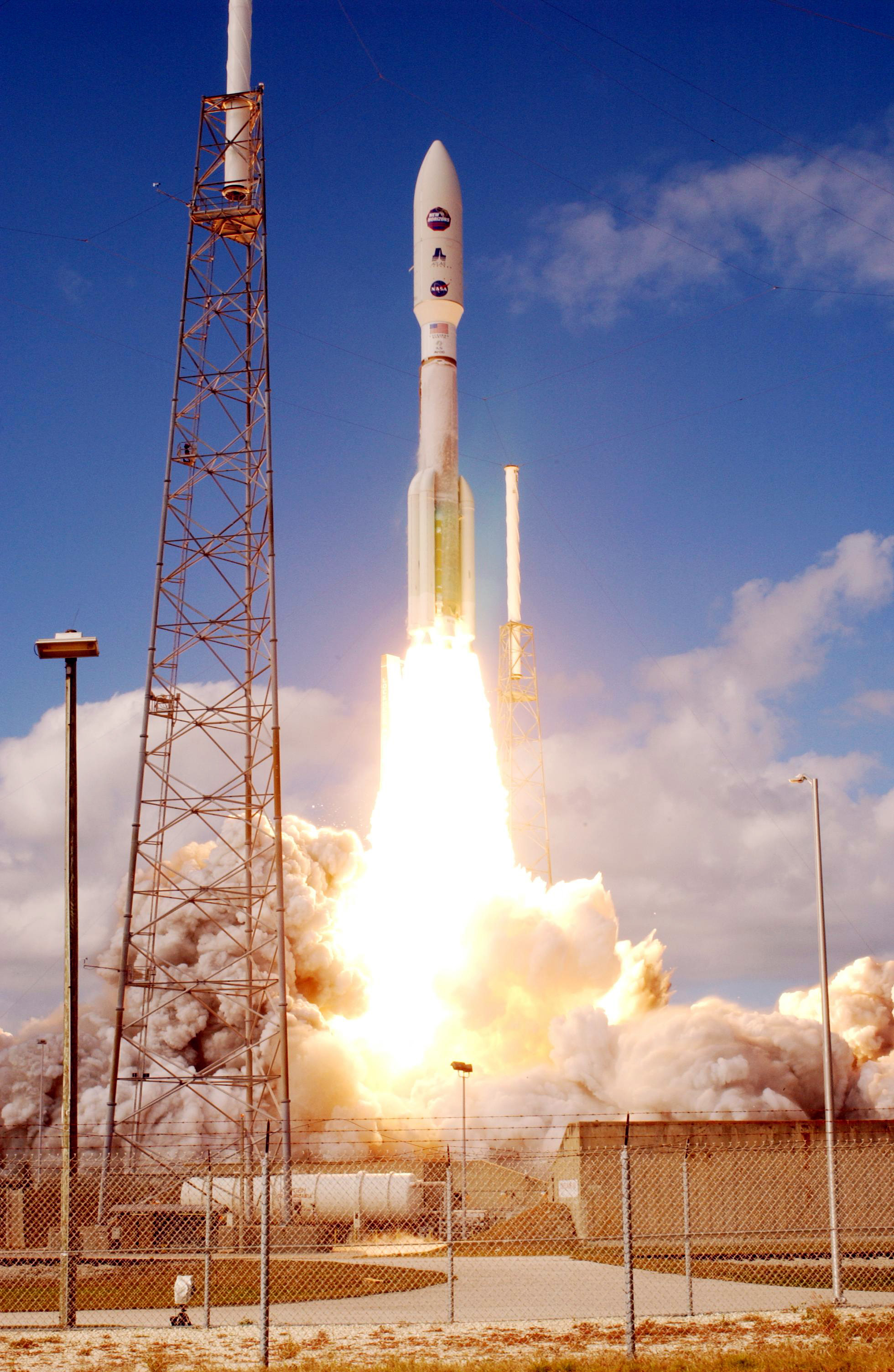
Decolagem do foguete Atlas V com a New Horizons em seu topo.

O segundo estágio Centauro foi acionado às 19h30 UTC, enviando com sucesso a sonda em uma trajetória de escape solar. A New Horizons demorou apenas nove horas para atingir a órbita da Lua, ultrapassando-a antes das 05h00 UTC de 20 de janeiro de 2006.
Embora houvesse outras oportunidades de lançamento em fevereiro de 2006 e fevereiro de 2007, apenas os primeiros 23 dias de 2006 favoreciam um sobrevoo de Júpiter. Qualquer lançamento fora desse período teria forçado a sonda a voar por uma trajetória mais lenta até Plutão, atrasando seu encontro por 2 a 4 anos.
A sonda foi lançada por um foguete Atlas V 551 da Lockheed Martin, com um terceiro estágio adicional Star 48B da Alliant Techsystems para aumentar a velocidade de escape heliocêntrica. Este foi o primeiro lançamento da configuração 551 do Atlas V, bem como o primeiro lançamento do Atlas V com um terceiro estágio adicional (foguetes Atlas V geralmente não têm um terceiro estágio). Voos anteriores haviam usado nenhum, dois, ou três boosters sólidos, mas nunca com cinco. Isto colocou a aceleração de decolagem do Atlas V 551 em mais de 9 MN, mais que o Delta IV Heavy. A maior parte deste impulso vem do motor russo RD-180, capaz de 4,152 MN. O Delta IV Heavy continua sendo o maior veículo, com mais de 726 toneladas, contra 572 toneladas do Atlas AV-010. O foguete Atlas V já havia sido ligeiramente danificado quando o furacão Wilma atingiu a Flórida em 24 de outubro de 2005. Um dos boosters sólidos foi atingido por uma porta. A solução foi substituí-lo por uma unidade idêntica, ao invés de inspecionar e requalificar o original.

## Correção de trajetória e teste de instrumentos
Em 28 e 30 de janeiro de 2006 os técnicos do Controle de Missão fizeram os primeiros ajustes na trajetória da sonda, divididos em duas partes. A mudança total na velocidade foi de 18 m/s ou 65 km/h. A manobra foi feita com tanta precisão que dispensou a segunda das três correções previstas. Durante a semana de 20 de fevereiro, os controladores de voo fizeram os primeiros testes em voo de três equipamentos científicos a bordo, o espectrômetro de imagens ultravioleta Alice, o sensor de plasma PEPSSI e a câmera de longa distância focal LORRI. Nenhuma medição científica ou imagens foram feitas mas os instrumentos eletrônicos, e, no caso de Alice, alguns sistemas eletromecânicos, mostraram estar funcionando corretamente.
Em 7 de março de 2006, às 17h00 UTC, os controladores fizeram a terceira correção de curso prevista. Os motores da sonda queimaram por 76s ajustando a velocidade da espaçonave em 1,16 m/s ou 4,2 km/h. Em 25 de setembro de 2007 outro ajuste foi feito, com 15m37s de combustão dos motores, mudando novamente a velocidade da nave e em 30 de junho de 2010 a última correção foi feita, com os motores queimando por 35,6s.

## Passando a órbita de Marte e encontro com asteroide

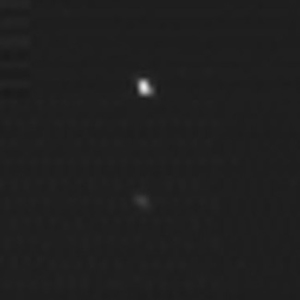
asteróide 132524 APL fotografado pela New Horizons

Em 7 de abril de 2006, às 10h00 UTC, a sonda passou a órbita de Marte, afastando-se a cerca de 21 km/s do Sol (76 000 km/h) e a uma distância solar de 243 milhões de quilômetros.
A New Horizons fez um sobrevoo distante do pequeno asteroide 132524 APL (anteriormente conhecido por sua designação provisória de 2002 JF56), a uma distância de 101 867 km às 04h05 UTC de 13 de junho de 2006. A melhor estimativa atual de diâmetro do asteroide é de aproximadamente 2,3 km, e a análise espectral feita pela New Horizons revelou que o APL é um asteroide tipo S.
A sonda rastreou com sucesso o asteroide de 10 a 12 de junho de 2006. Isto permitiu à equipe da missão testar a capacidade da sonda para rastrear objetos em movimento rápido. Imagens foram feitas através do telescópio Ralph.

## Auxílio gravitacional de Júpiter
A câmera de Reconhecimento de Longo Alcance (Long Range Reconnaissance Imager - LORRI) da New Horizons fez as primeiras fotografias de Júpiter em 4 de Setembro de 2006. A sonda iniciou estudos aprofundados do sistema Joviano em Dezembro de 2006.
A nave recebeu um auxílio gravitacional de Júpiter após a máxima aproximação às 05h43min40 UTC de 28 de Fevereiro de 2007. Ela passou através do sistema joviano a 21 km/s em relação a Júpiter (23 km/s em relação ao Sol). O sobrevoo aumentou a velocidade em aproximadamente 4 km/s em relação ao Sol, pondo a sonda em uma trajetória mais rápida até Plutão, cerca de 2,5 graus distante do plano da órbita terrestre (a "eclíptica"). Até outubro de 2011, a atração gravitacional do Sol desacelerou a sonda até cerca de 15,6 km/s. A New Horizons foi a primeira sonda lançada diretamente até Júpiter desde a sonda Ulysses em 1990.
Enquanto em Júpiter, os instrumentos da New Horizons realizaram medições refinadas das órbitas das luas interiores de Júpiter, particularmente Amalteia. As câmeras da sonda analisaram os vulcões em Io e estudaram as quatro luas galileanas detalhadamente, assim como realizaram estudos a longa distância das luas exteriores Himalia e Elara. Imagens do sistema joviano começaram a ser feitas em 4 de setembro de 2006. A sonda também estudou a Pequena Mancha Vermelha de Júpiter e a magnetosfera do planeta e seu sistema de anéis.

### Observação de Júpiter

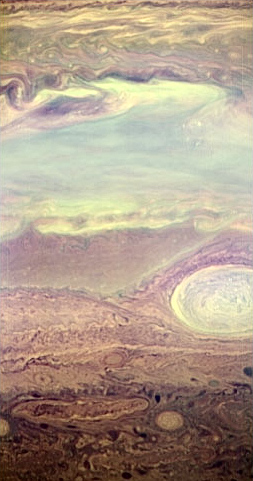
Detalhe de Júpiter através da câmera infra-vermelha

O sobrevoo do planeta gigante foi feito a cerca de 3 gigametros (3 milhões de quilômetros) e foi o foco de quatro meses de observações intensas. Júpiter é um alvo interessante e sempre mutante, observado intermitentemente desde o fim da missão Galileu. A New Horizons tem instrumentos construídos usando a mais moderna tecnologia, especialmente na área de câmeras, que possui recursos muito maiores que as da sonda Galileu, que eram versões evoluídas das câmeras das Voyager, por sua vez versões modernizadas das câmeras das pioneiras sondas Mariner. O encontro com Júpiter também serviu como um ensaio geral para o futuro encontro com Plutão. Por causa da distância consideravelmente menor entre Júpiter e a Terra, os links de comunicação podem transmitir muito mais dados de sua memória do que o que se espera seja possível transmitir de Plutão. As imagens de Júpiter começaram a chegar em 4 de setembro de 2006, após o qual diversas imagens foram feitas.
Os primeiros objetivos do encontro incluíam o estudo da dinâmica das nuvens jovianas, que foram muito reduzidas no programa Galileu, e a leitura de partículas da magnetosfera joviana. A New Horizon também examinou o lado escuro à procura de auroras e raios. A nave também foi a primeira a fazer uma observação mais detalhada da Oval BA, a tempestade – menor que a Grande Mancha Vermelha – que tem sido informalmente chamada de "Pequena Mancha Vermelha", desde que se tornou desta cor. Ela tinha a cor branca quando foi sobrevoada pela nave Cassini em dezembro de 2000, a caminho de Saturno.

### Observação das luas jovianas
Durante a passagem da New Horizon, as maiores luas de Júpiter, as Luas de Galileu, estavam numa posição difícil de serem observadas. O ponto no espaço destinado à manobra de uso da assistência gravitacional de Júpiter para impulsionar a nave estava a milhões de quilômetros de qualquer das grandes luas. Ainda assim, os instrumentos a bordo da nave foram concebidos para localizar pequenos alvos, sendo assim ainda úteis para a observação destes satélites à grande distância. LORRI procurou por vulcões em Io e a capacidade em infravermelho de "Ralph" procurou por composições químicas (incluindo as camadas de gelo de Europa) e temperaturas nos lados escuros. A observação de Io propiciou imagens do vulcão norte-polar Tvashtar a meio de uma espetacular erupção vulcânica. Satélites menores, as luas interiores de Júpiter, como Amalteia, tiveram medições refinadas de suas órbitas.

## Plutão e seus satélites
As operações de 'distante-encontro' a Plutão começaram no dia 4 de janeiro de 2015. Nesta data, as imagens dos alvos com a "LORRI imager", além do telescópio "Ralph" a bordo, só seriam de alguns pixels de largura. Os pesquisadores começaram a tirar fotos de Plutão e do fundo do campo estelar para ajudar os navegadores da missão na concepção de manobras de correção de curso, que modificariam a trajetória para colocar precisamente a nave no curso de aproximação. Mais tarde, no dia 15 de janeiro, a NASA fez uma breve atualização do cronograma das fases de aproximação e saída.

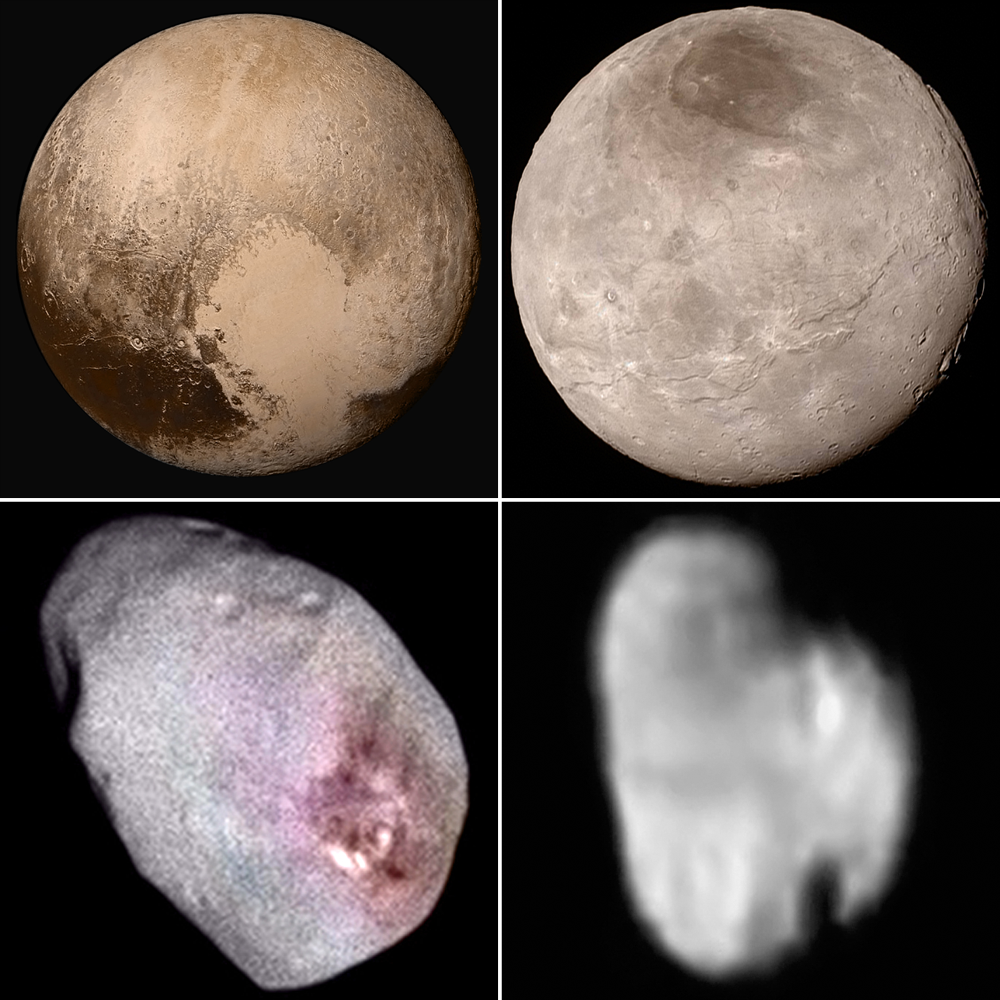
Imagens de Plutão, Caronte, Hidra e Nix feitas pela New Horizons.

O sobrevoo do planeta-anão se deu no dia 14 de julho de 2015, com a sonda passando pelo ponto mais próximo da superfície, a cerca de 12 500 km de distância, às 12h49 UTC. Algumas horas mais tarde, a New Horizons se virou para o interior do sistema solar e enviou uma mensagem única: "Missão cumprida". A sonda enviou de volta imagens a cores medidas em megapixels; no entanto, a totalidade dos dados recolhidos durante o sobrevoo levará ainda 18 meses para retornar à Terra, pois a velocidade de ligação descendente é lenta, de cerca de dois kilobytes por segundo, e demora quatro horas para um sinal chegar à Terra.
Do total de 6 gigabytes de material a ser enviado à Terra pela sonda, cerca de 2% foram recebidos nos dois primeiros dias após o encontro, o que permitiu aos cientistas terem algumas imagens claras do planeta, fazendo-os batizar de início duas grandes áreas de planícies em sua superfície como Tombaugh Regio e Sputinik Planum, uma homenagem ao primeiro satélite artificial lançado pela União Soviética em 1957; uma cadeia de montanhas próxima a elas foi batizada como Norgay Montes, em homenagem a Tenzing Norgay, o primeiro homem ao chegar ao cume do Monte Everest e o primeiro nepalês a virar nomenclatura no Sistema Solar. Os primeiros dados enviados da atmosfera mostraram que ela é composta principalmente de nitrogênio e, mais próximo à superfície, de metano.
Após o sobrevoo do planeta-anão, a sonda enviou dados ainda iniciais sobre as pequenas luas de Hidra e Nix, com imagens que ainda são pequenos pontos luminosos; foi possível, porém, mesmo com a pouca definição das imagens, fazer cálculos iniciais de suas dimensões – a primeira tem 43 km x 33 km e a segunda 40 km de comprimento – e estabelecer que há variações de cor em suas superfícies, predominantemente dominadas por gelo. A New Horizons também enviou a primeira imagem nítida de Caronte, a maior das luas de Plutão.

## Extensão da missão
A equipe da New Horizons solicitou e recebeu uma extensão da missão até 2021 para explorar objetos adicionais do cinturão de Kuiper. O financiamento foi garantido em 1 de julho de 2016. Durante esta Missão Estendida do Cinturão de Kuiper (KEM), a espaçonave realizou um sobrevoo próximo de 486958 Arrokoth e conduzirá observações mais distantes de mais duas dúzias de objetos, e possivelmente fará um sobrevoo de outro objeto transnetuniano.

### KBO Search
Em 2011, os cientistas da missão iniciaram o New Horizons KBO Search, uma pesquisa dedicada para encontrar objetos transnetunianos adequados para missões usando telescópios terrestres. Grandes telescópios terrestres com câmeras de campo amplo, notadamente os telescópios gêmeos Magalhães de 6,5 metros no Chile, o observatório Subaru de 8,2 metros no Havaí e o telescópio Canadá-França-Havaí foram usados para procurar alvos em potencial. Ao participar de um projeto de ciência cidadã chamado Ice Hunters, o público ajudou a digitalizar imagens telescópicas em busca de possíveis candidatos adequados. A busca terrestre resultou na descoberta de cerca de 143 objetos transnetunianos de interesse potencial, mas nenhum deles estava perto o suficiente da rota de voo da New Horizons. Apenas o telescópio espacial Hubble foi considerado capaz de encontrar um alvo adequado a tempo para uma missão bem-sucedida. Em 16 de junho de 2014, o tempo do Hubble foi concedido para uma pesquisa. O Hubble tem uma capacidade muito maior de encontrar objetos transnetunianos adequados do que os telescópios terrestres. A probabilidade de encontrar um alvo para a New Horizons foi estimada de antemão em cerca de 95%.

### Arrokoth
Depois de sobrevoar Plutão, a New Horizons penetrou mais para o interior do cinturão de Kuiper. Depois de estudar o planeta anão e seu satélite Caronte, enviando fotografias e dados geológicos e atmosféricos, ela seguiu em direção ao cinturão de Kuiper onde pesquisou o objeto 486958 Arrokoth, efetuando pesquisas semelhantes às feitas em Plutão e depois partirá em direção ao Espaço Interestelar

## Galeria

Lançamento da sonda New Horizons do Cabo Canaveral em 19 de janeiro de 2006
- New Horizons em perizene com Júpiter em 28 de Fevereiro de 2007
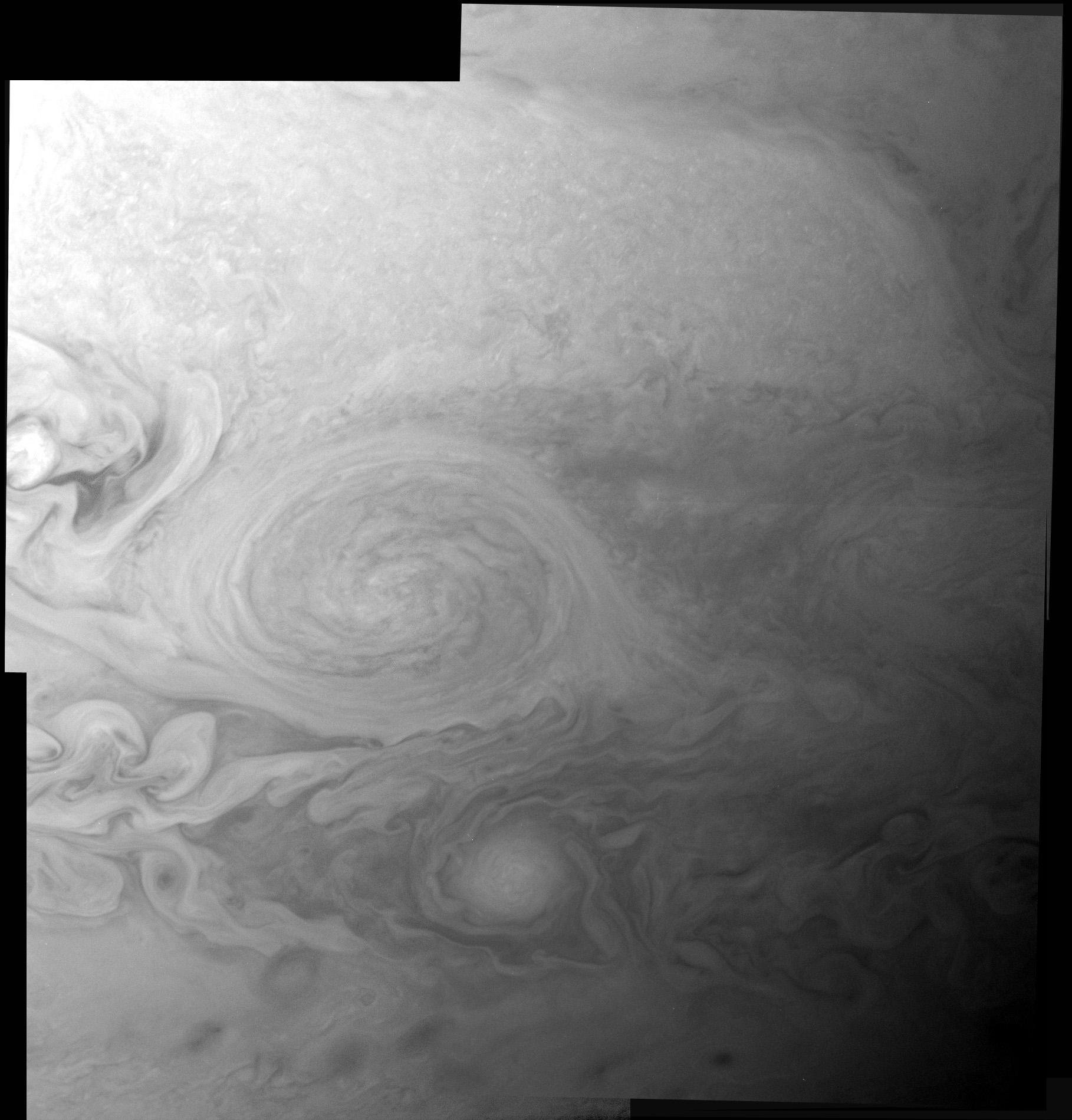
A Oval BA através das câmeras da espaçonave.
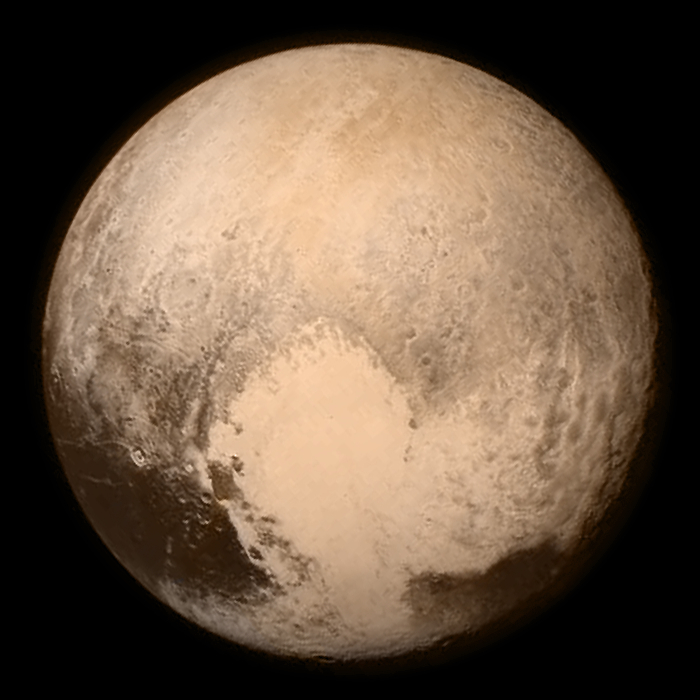
Foto de Plutão tirada pela espaçonave em 13 de julho de 2015, um dia antes do sobrevoo do planeta-anão.